# Rübenreinigungslader

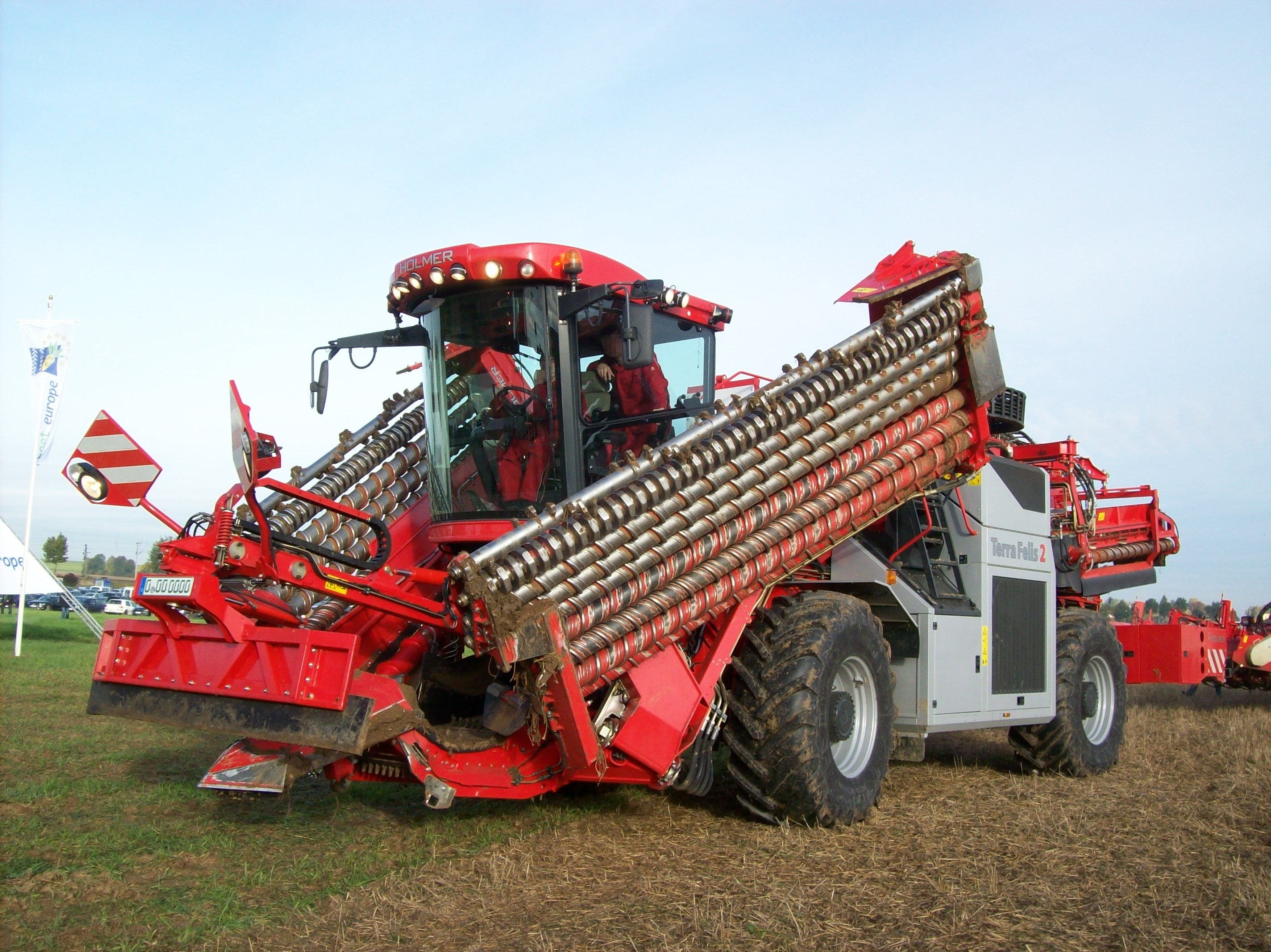
Holmer Rübenreinigungslader (Transportstellung)

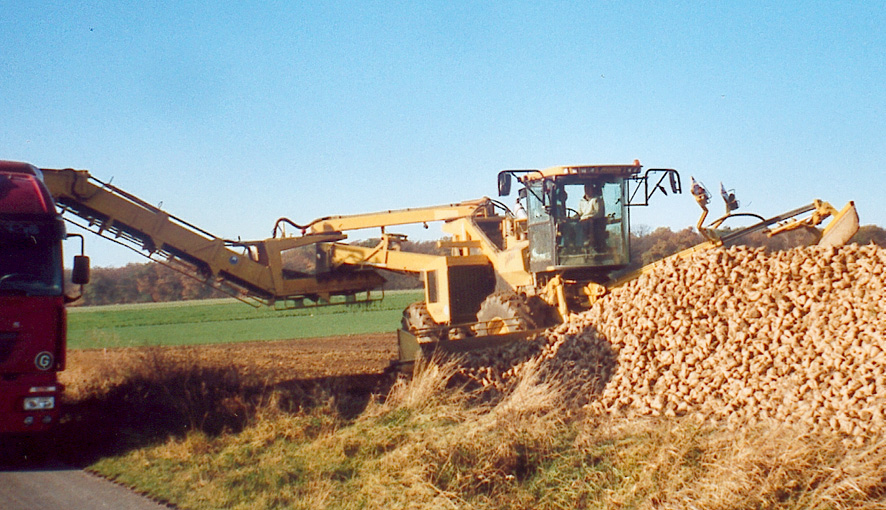
Ropa Rübenlademaus

Ein Rübenreinigungslader (RRL) ist eine zur Reinigung und Verladung von Rüben, insbesondere Zuckerrüben, eingesetzte Landmaschine. Die Bezeichnung Rüben-Maus eines seiner Hersteller charakterisiert seine Einsatzmöglichkeiten und steht als MAUS für M=Mieten, A= Aufnahme, U=Umladen und S=System.
Die Ernte erfolgt mit dem Rübenroder, der die Rüben in langen Mieten am Feldrand ablagert. Der Reinigungslader nimmt die Rüben auf, befreit sie von anhaftender Erde und befördert sie über ein Überladeband auf einen Lastkraftwagen oder Traktoranhänger zum Abtransport zur Zuckerfabrik.
Unterschieden werden stationäre, nicht selbst die Rüben aufnehmende Rübenreinigungslader von selbstfahrenden und sich selbst beladende Ladern.

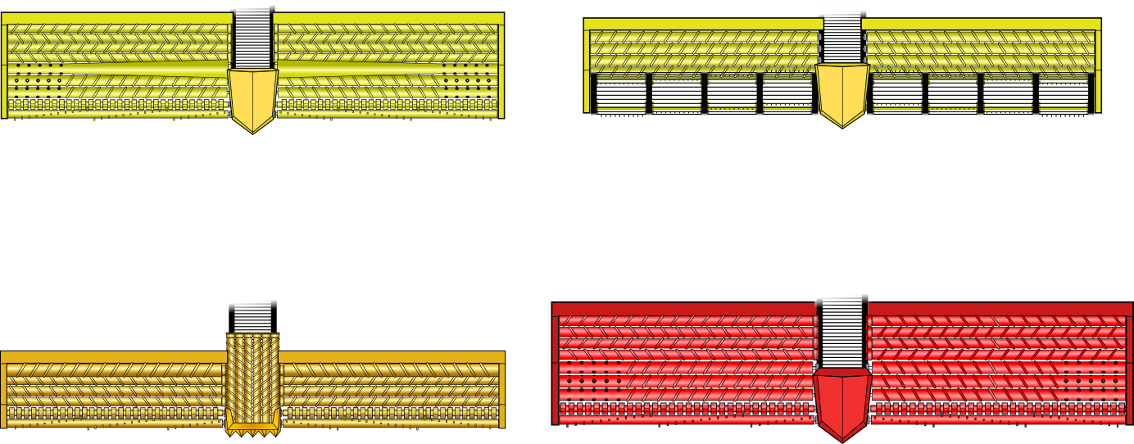
Übersicht verschiedener Aufnahmetypen

## Selbstfahrende Rübenreinigungslader
Rübenaufnahme
Die Aufnahme (auch Aufnahmetisch genannt) besteht entweder aus Siebbändern oder bei modernen Maschinen aus quer zur Fahrzeugachse rotierenden Walzen.
Die erste Walze läuft zur Hälfte in der Erde und ist zur besseren Aufnahme der Rüben mit „Fingern“ bestückt. Diese laufen zwischen den dicken Scheiben der zweiten Walze (Putzerwalze). Dann folgen weitere Walzen, um die Rüben zu reinigen und zur Fahrzeugmitte zu transportieren. Der Reinigungsweg wird bei einigen Systemen verlängert, indem der Rübenstrom über die gesamte Breite der Aufnahme geführt wird. Walzen befördern die Zuckerrüben erst zur Außenseite der Aufnahme und später im hinteren Teil der Aufnahme wieder zur Fahrzeugmitte. In der Mitte angekommen werden die Rüben an ein Siebband, Bauchgurt oder Mittelgurt genannt, übergeben. In Fahrtrichtung vor dem Bauchgurt sind entweder Walzen (längs montiert) oder ein Mittelspitz zum Teilen der Miete vorhanden. Die Aufnahme, je nach Typ, ist zwischen 8 und 10 Meter breit. Um auf öffentlichen Straßen fahren zu können, kann die Aufnahme rechts und links eingeklappt werden. Sofern mit eingeklapptem Aufnahmetisch das Sichtfeld des Fahrers eingeschränkt ist, muss für Fahrten auf öffentlichen Straßen ein Begleitfahrzeug eingesetzt werden.

Rübenaufnahme für Straßenfahrt einklappen
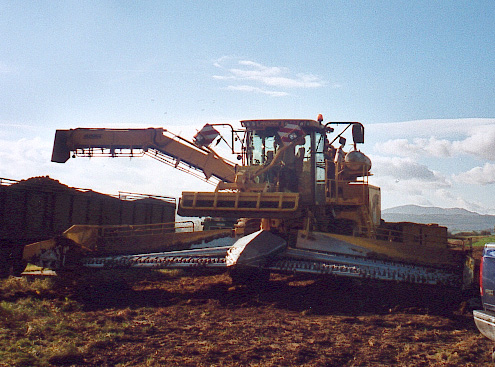
Einklappen und Anheben des Aufnahmetisches nach Aufnahme der letzten Rüben
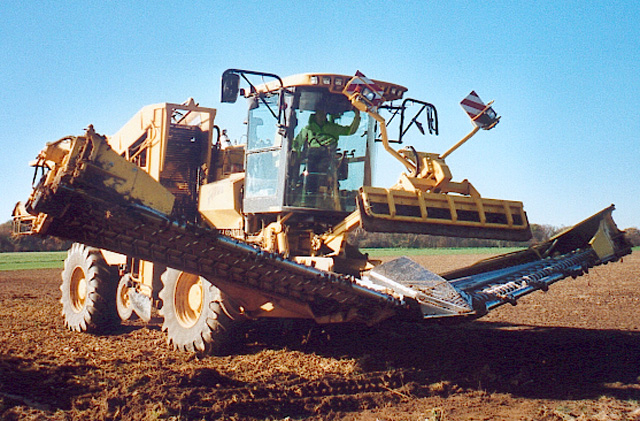
Die Führungsbleche an der Aufnahme werden sodann zusammengefaltet und beide Aufnahmeteile hochgeklappt.
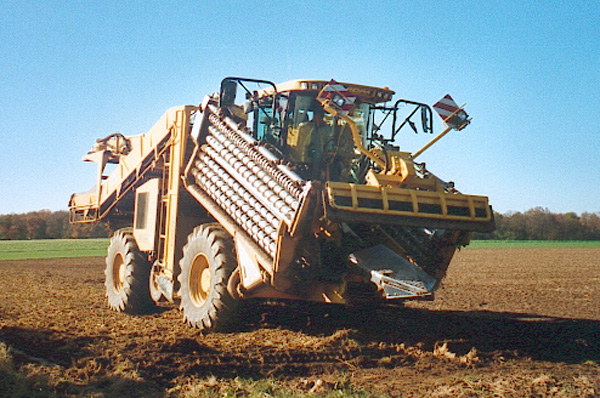
Nach Absenken des Restrübenaufnehmers ist der Lader bereit zur Straßenfahrt.

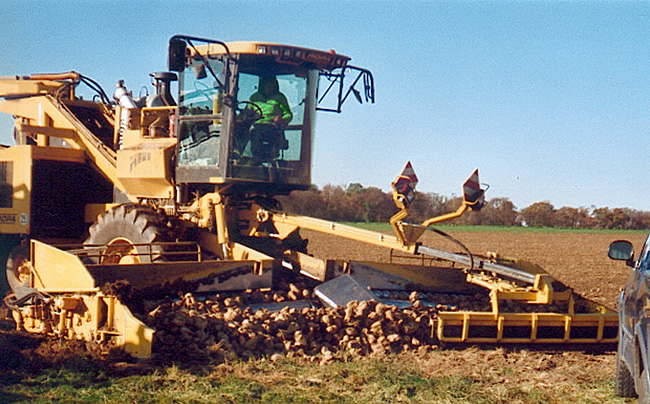
Die letzten Rüben werden auf die Walzen des Aufnahmetisches gezogen.

Reinigung
- Bauchgurt:

Der Bauchgurt oder Mittelgurt ist bei Rübenreinigungsladern ein Siebband. Dieses besteht aus zwei gummierten Geweberiemen, die mit runden Stahlstäben verbunden sind. Der Mittelgurt fördert die Rüben zwischen den Vorderrädern und unter der Fahrerkabine durch nach hinten zu einem Nachreiniger oder einem Zwickwalzenreiniger. Um bei der vorgegebenen Steigung alle Rüben sicher zu transportieren, sind einige der Siebband-Stäbe mit Mitnehmer-Fingern bestückt.
- Nachreiniger und Zwickwalzenreiniger

Der Nachreiniger ist ein einfacher Siebbandgurt. Gereinigt wird aufgrund der Fallstufen zwischen Bauchgurt, Nachreiniger sowie Überlader.
Der Zwickwalzenreiniger besteht aus mehreren Schneckenwalzen die paarig gegenläufig sind. Während die Schneckenwindungen die Rüben weiter transportieren, sorgt die gegenläufige Drehung für ein Ausziehen der unerwünschten Bestandteile (Gras und Kraut).
Der sogenannte VarioCleaner des Terra Felis2 von Holmer kombiniert Siebbandgurt und Reinigungswalzen. Der schonend reinigende Siebbandgurt kann stufenlos über die stärker reinigenden Zwickwalzen gefahren werden, um die Reinigung dem Verschmutzungsgrad anzupassen.

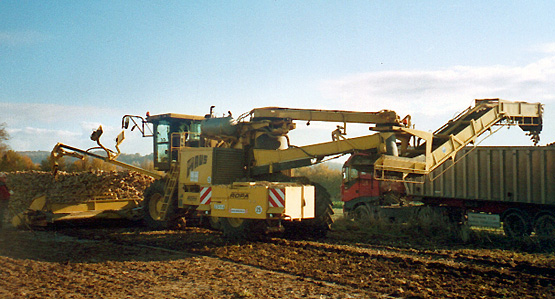
Lademaus während des Verladevorganges. Der Überlader ist nach rechts ausgeklappt, der Tank mit dem Ausgleichgewicht nach links geschwenkt.

Zusätzlich dienen die Reiniger mit ihrem Rahmen als Zwischenstück oder Zwischengelenk für den Überlader.
Überlader
Der Überlader ist ein schwenkbarer, höhenverstellbarer Ausleger mit Siebbandgurt. Die möglichen Überladeweiten reichen von 11,50 m bis zu 13 m von der Mitte des Ladegerätes bis zur Mitte des Transportfahrzeugs gemessen. Die Ladehöhe kann den Verhältnissen angepasst werden, damit beispielsweise bei größeren Höhenunterschieden, etwa wenn das Transportfahrzeug über hohe Ladebordwände verfügt und zudem noch höher steht als die Lademaus, noch eine Beladung erfolgen kann. Die maximale Verladehöhe liegt deshalb bei etwa 6 Metern bei maximaler Überladeweite. Über einen Joystick kann der Fahrer den Überlader bedienen. Um sich den Gegebenheiten auf dem Acker anzupassen, kann nach rechts und nach links überladen werden. Zur Straßenfahrt wird der Ausleger eingeklappt.
Waage
Mit Hilfe einer Durchlaufwaage kann bei einigen Modellen während des Ladevorganges das Gewicht der verladenen Zuckerrüben bestimmt werden. Für die Messung werden sogenannte Wägezellen benutzt. Unter Einbeziehung von Ladegeschwindigkeit, Leistungsbedarf und Kraftmesswert der Wägezellen wird das theoretische Gewicht bestimmt. Um den wechselnden Bedingungen (z. B. nasse oder trockene Rüben) Rechnung zu tragen werden diese Daten mit Vergleichswerten abgeglichen. Dafür muss der geladene Lastzug in der Zuckerfabrik gewogen werden. Mit der Differenz zwischen den beiden Messwerten (Rübenreinigungslader und Zuckerfabrik) wird anschließend die Waage neu kalibriert.
Ausgleichsgewicht und Achsabstützung
Ist der Überlader in Arbeitsstellung geschwenkt, also in großer Auslage, und wird dieser bei der Verladearbeit durch die beförderten Rüben belastet, ist aus statischen Gründen ein Ausgleichgewicht notwendig. Damit wird verhindert, dass die Maschine umkippt. Die meisten Hersteller montieren das Gewicht an einem Gelenk unter dem Drehpunkt des Überladers und schwenken dieses entgegengesetzt zum Ausleger. Andere Konstruktionen verwenden verschieb- oder schwenkbare Ausgleichsgewichte die direkt am Drehpunkt des Auslegers wirken. Eine Kombination von Gegengewicht, Dieseltank und/oder Wassertank sind üblich.
Zusätzlich ist noch eine hydraulische Achsabstützung vorhanden. Bei diesem Hangausgleich stützen zwei Hydraulikzylinder eine oder mehrere pendelnd gelagerten Achsen seitlich ab.
Restrübenaufnehmer
Der Restrübenaufnehmer dient zum Aufsammeln von vereinzelt liegenden Rüben (Restrüben der nahezu vollständig abgetragenen Miete). An einem hydraulisch schwenkenden Arm ist entweder ein mit Mitnehmern besetzter drehender Gummiball oder eine einem Schürfschild ähnliche Gummiplatte vorhanden. Hiermit werden die Rüben auf die Aufnahme gerollt beziehungsweise gekratzt.

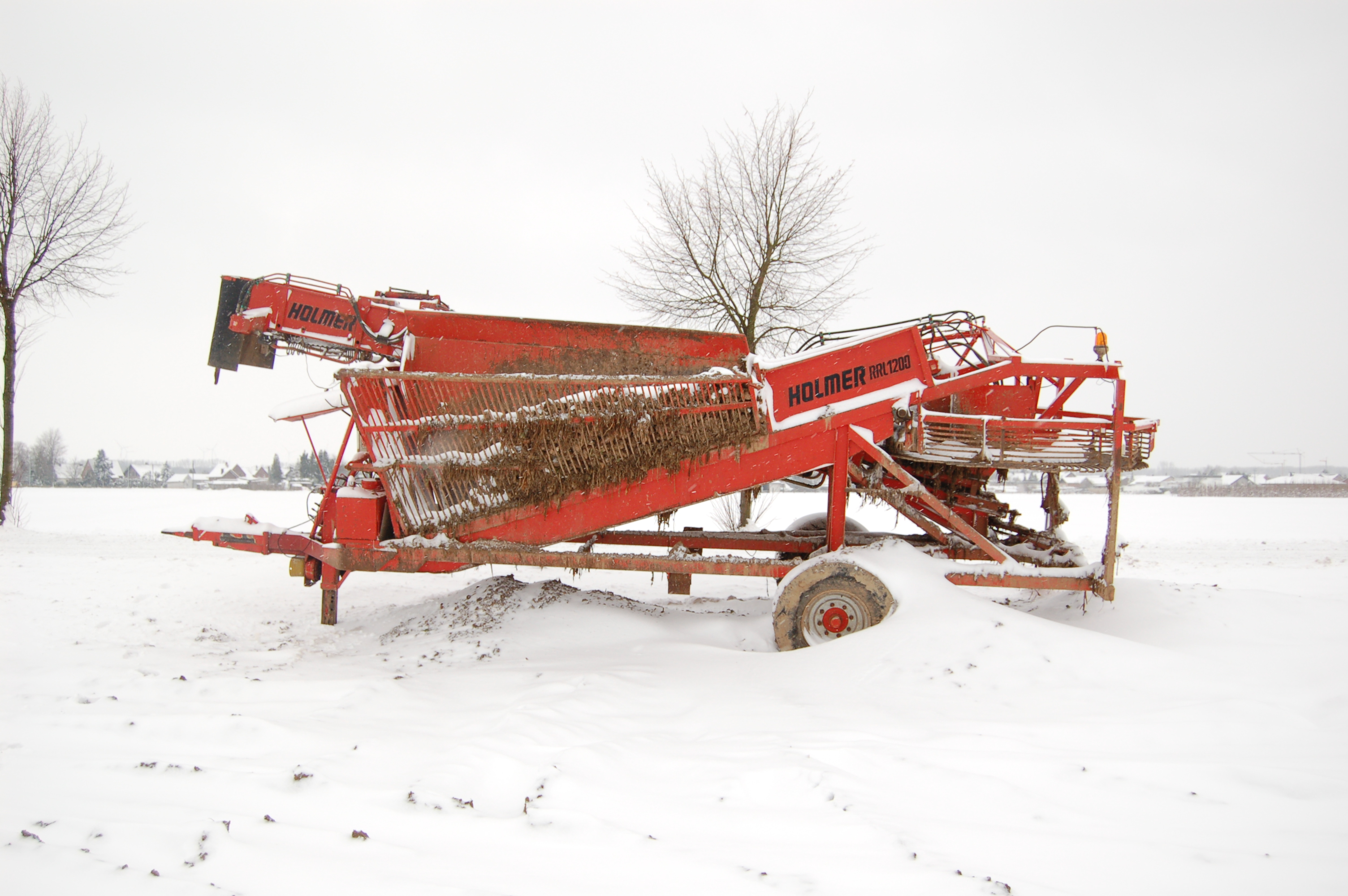
Stationärer Rübenreinigungslader (Anhänger), Antrieb über die Zapfwelle eines Traktors

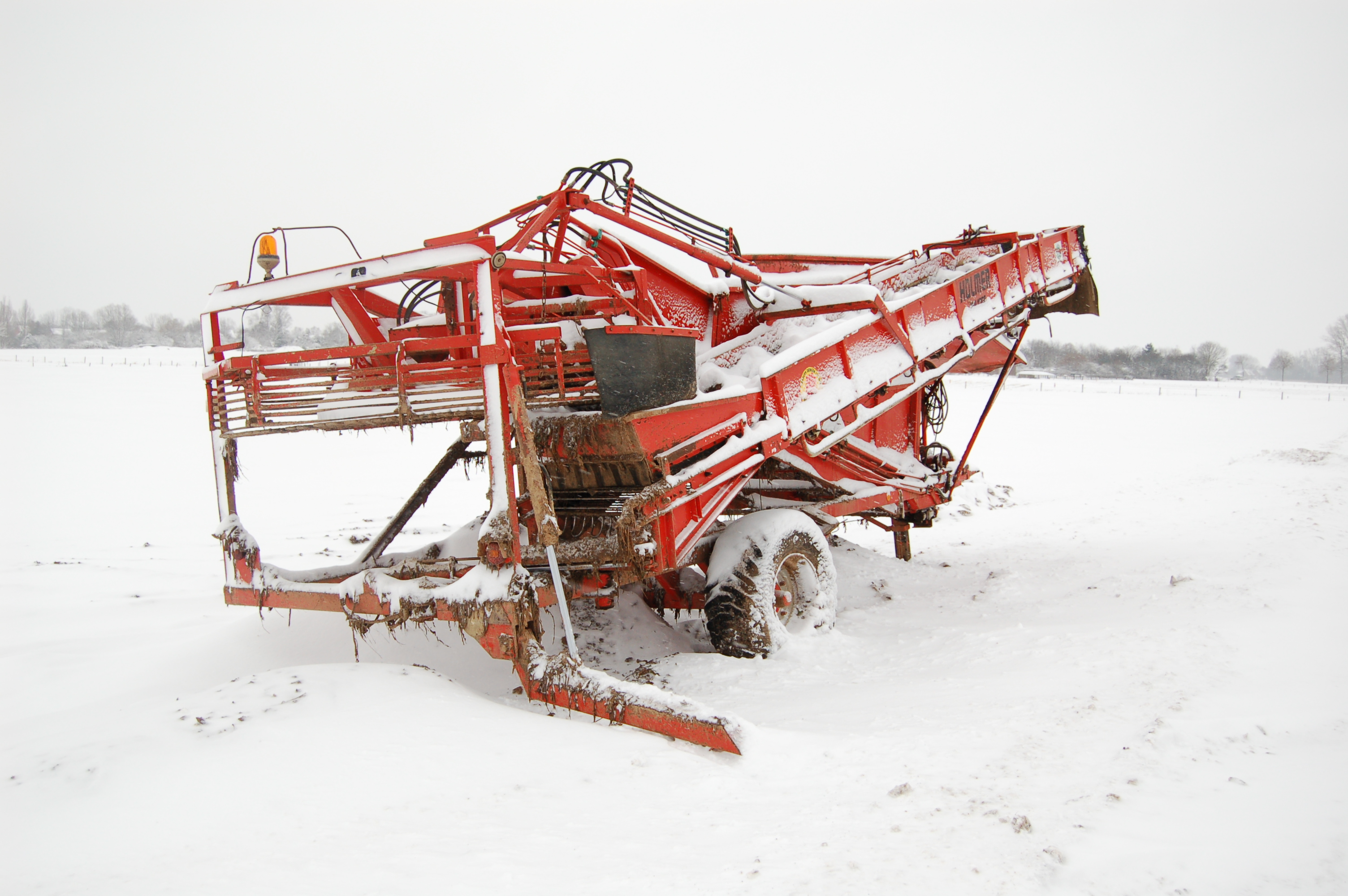
Stationärer Rübenreinigungslader, Rückansicht mit Überladeband und Reinigungsteil

## Stationäre Rübenreinigungslader
Stationäre RRL sind zumeist Anhängerfahrzeuge, die mit einem Bunker, einer Reinigungsvorrichtung und einem Überlader ausgestattet sind. Die Aufnahme der Rüben und Befüllung des Bunkers muss durch gesonderte Maschinen, zum Beispiel Radlader, erfolgen. Im Bunker befindliche Kratzleisten fördern die Rüben kontinuierlich zum Reinigungsteil. Dieser besteht vergleichbar der Ausführung bei Selbstladern aus Siebbändern und Wendelwalzen, kann aber auch aus einem großen Siebstern bestehen. Das Überladeband ist mit circa 8 Metern vergleichsweise kurz.
Die beweglichen Teile von stationären RRL’s werden hydraulisch durch einen eigenen Dieselmotor angetrieben. Bei älteren Modellen erfolgte der Antrieb über die Zapfwelle eines Traktors.
Bedient werden die Verladebänder über Hebel direkt an der Maschine. Neuere Modelle verfügen über eine Funkfernbedienung, so dass der Landwirt nicht mehr vom beschickenden Fahrzeug abzusteigen braucht, um den Reinigungslader zu steuern.

## Besondere Bauarten

### Bunkermaus
Die Bunkermaus hat statt einer Rübenaufnahme einen Vorratsbunker. Dieser wird mittels eines Radladers oder ähnlichem bzw. einer zur Maschine gehörigen Baggerschaufel beschickt.

### Selbstfahrender stationärer Reinigungslader
Diese Bauart eines Reinigungslader kann selbstständig fahren und so den Standort wechseln. Trotzdem ist er auf die Beschickung durch einen Radlader oder eine andere Maschine angewiesen.

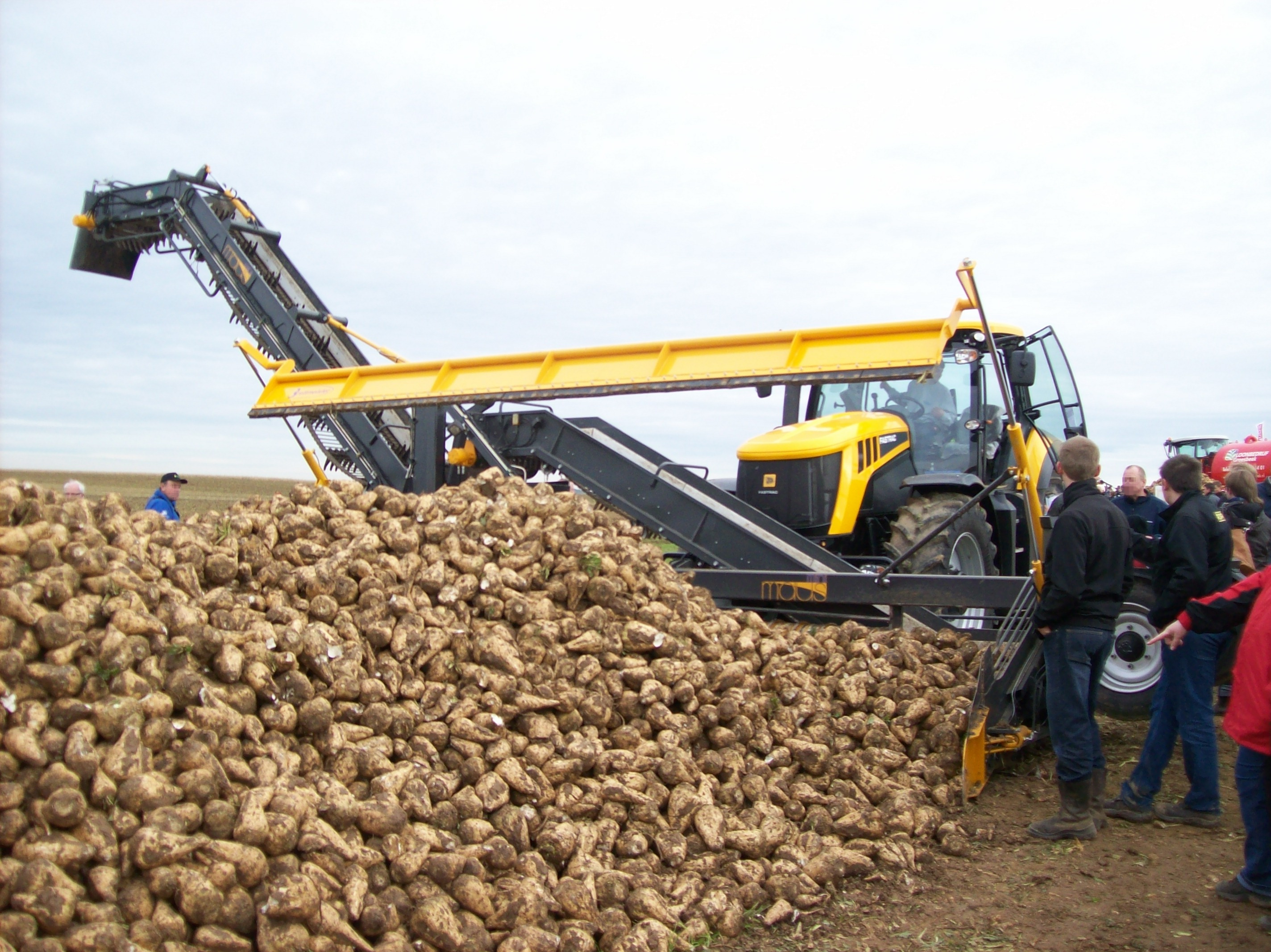
Minimaus vor einem Traktor montiert

### Minimaus
Die Firma Josef Brettmeister baut ein Rübenladesystem für den Anbau an einen Traktor. Die Minimaus wird beim Transport zusammengeklappt als Anhänger mitgeführt. Zum Rüben verladen montiert man sie am Front- oder Heckdreipunkt (Kat2 und Kat3). Der Antrieb erfolgt über eine Zapfwelle oder direkt über die Schlepperhydraulik. Mit einer Überladeweite vom 8 m, einer Aufnahmebreite von 5,3 m und einer Ladeleistung von ca. 150 bis 200 t/h gibt sich die Minimaus im Gegensatz zu den selbst fahrenden Varianten eher bescheiden.

## Leistungsdaten
Die Ladeleistungen moderner Rübenlader betragen circa 170 t/h bei stationären Geräten und zwischen 329 t/h und 547 t/h bei den Selbstladern. Die Leistungswerte sind abhängig vom Zustand der Miete und der Effizienz der Abfuhrlogistik.
Die Qualität der geladenen Rüben richtet sich nach dem enthaltenen Erdanteil und dem Wurzelbruchverlust. Die Werte werden in Prozent angegeben und sollen idealerweise Null sein. In der Praxis werden jedoch Werte zwischen 6,3 und 3,4 Prozent für den Erdanteil sowie 4,2 bis 3,3 Prozent hinsichtlich des Wurzelbruches erreicht. Insoweit sind der Erdanteil der Miete und die Bauart des verwendeten Reinigungsladers ausschlaggebend für das Ergebnis. Ist der Erdanteil hoch, werden die Rüben schonender verladen, aber unter Umständen schlechter gereinigt.

## Hersteller
Hier werden aktuelle und ehemalige Hersteller alphabetisch aufgelistet.
- Holmer Maschinenbau GmbH (Deutschland) – seit 2013 im Portfolio von Exel_Industries[7]
- ROPA Fahrzeug- und Maschinenbau GmbH (Deutschland)
- Salzkottener Maschinenbau GmbH (Deutschland) – seit 2012 Bestandteil der Grimme-Gruppe

## Geschichte
Als Erfinder des selbstfahrenden und Rübenreinigungsladers gilt der Fuhrunternehmer Erich Fischer aus dem oberpfälzer Eggmühl (Schierling). Ein Patent mit dem Titel „Selbstfahrendes Lade- und Reinigungsgerät insbesondere für Zuckerrüben“ meldete Fischer am 12. Mai 1982 an. Aber bereits in den 1960er Jahren testete er seine Erfindung auf dem Feld. Während dieser Tests konnte die Maschine noch nicht alle Rüben aufsammeln. Die restlichen Zuckerrüben wurden von den Bauern mit Rübengabeln auf die Förderbänder geworfen. Dabei liefen den Bauern öfters die aus der Rübenmiete flüchtenden Mäuse vor die Füße. Ihr bayrischer Ausruf „Do is a Maus“ soll für die Namensgebung der Fischer-Maus verantwortlich sein.
Fischers Maus aus dem Jahr 1982 zeigte schon technische Details die auch heute noch bei RRL’s zu finden sind. Dazu zählen eine breite klappbare Aufnahme, ein zwischen der Vorderachse verlaufender Bauchgurt, ein Nachreiniger und der Überlader.

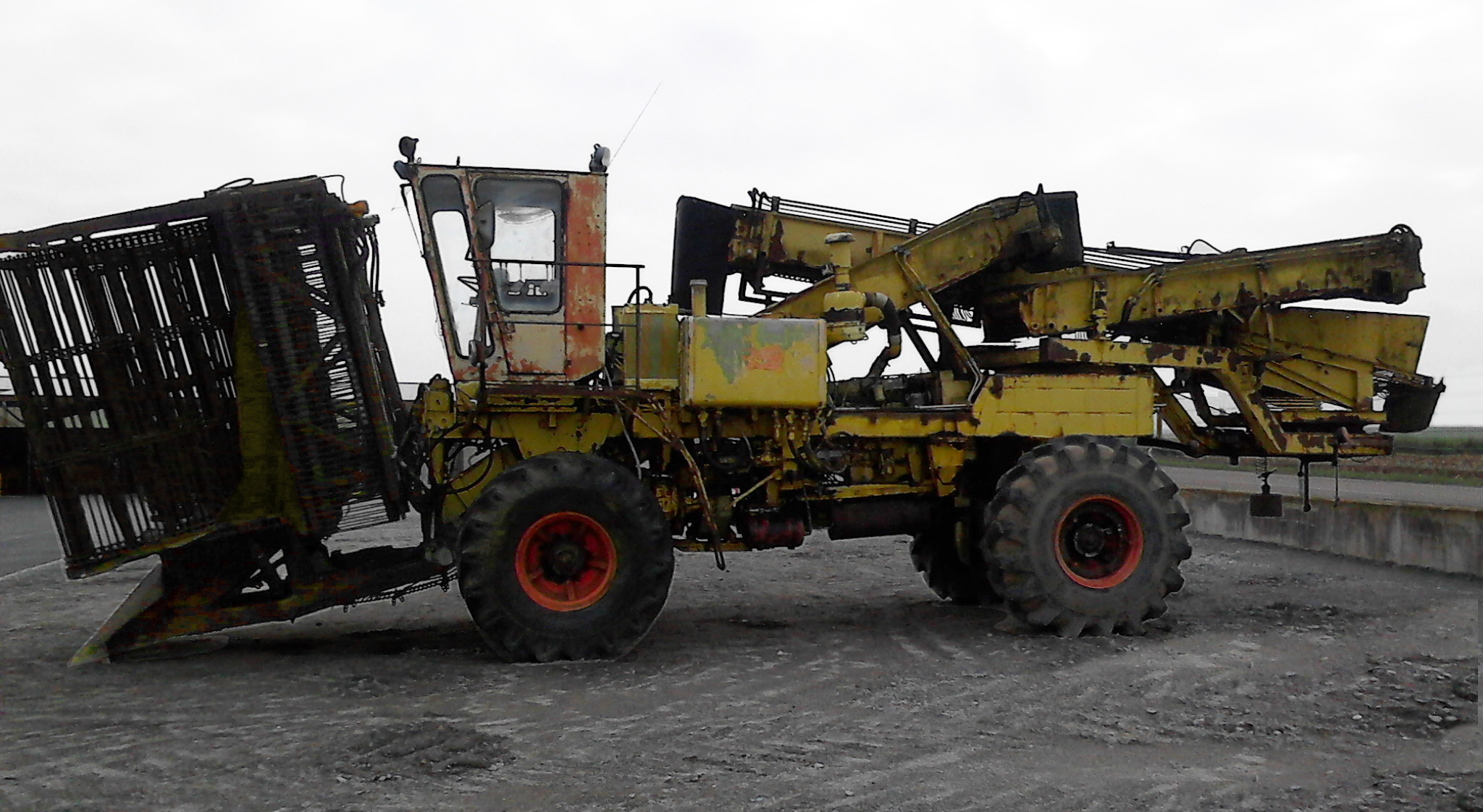
Fischer Maus, Typ: OZVG1, Baujahr: 1982

Die Seitenteile der Aufnahme wurden vor der Kabine hydraulisch hochgeklappt, um so die erforderliche Breite für die Straßenfahrt zu erreichen. Allerdings war so die Sicht nach schräg vorne stark eingeschränkt. Die Aufnahme bestand ausschließlich aus Siebbändern. Jedes Aufnahme-Seitenteil bestand aus einem längs zur Fahrtrichtung nach hinten förderndes und ansteigendem Siebband mit bogenförmigen Mitnehmerzinken. Dazu quer hinter diesem ein weiteres Siebband, jedes zur Fahrzeugmitte auf den Bauchgurt fördernd. Als Teil der Aufnahme, reicht der Bauchgurt bis zur unteren Vorderkante der Seitenteile. Die weitere Rüben-Förderstrecke ging unter der Kabine und über dem Motor entlang nach hinten auf ein kurzes Zwischenband und von da auf den drehbaren Überlader.
Die Teile stammten teilweise von anderen Maschinen. Kabine und Rahmenteile wurden von einem alten Bleinroth Rübenroder übernommen. Mittig im Hauptrahmen war ein Mercedes-Benz Motor mit 6 Zylinder und 180 PS platziert. Der Dieselmotor diente als Antrieb für mehrere Hydraulikpumpen. Mit Hilfe von Hydraulikzylindern wurden Aufnahme und Überlader bewegt. Hydraulikmotoren sorgten für den Antrieb der Förderbänder. Das Schaltgetriebe, über Kardanwellen mit Vorder- und Hinterachse verbunden, war ebenfalls hydraulisch angetrieben. Dies bot die Möglichkeit die Geschwindigkeit, innerhalb einer Gangstufe, stufenlos zu verstellen.
Die Maus hatte die Maße 12,50 m × 3,0 m × 3,65 m (L×B×H) und ein Gewicht von etwa 13 t. Die Verladeleistung wurde mit ungefähr 150 t/h angegeben. Insgesamt will Fischer, laut eigener Aussage, mit seiner Maus um die 2 Mio. Tonnen geladen haben.
Im Jahr 1987 kaufte Hermann Paintner, der ein Jahr zuvor die Firma ROPA mitbegründete, das Patent von Fischer. Paintner und seine Mitarbeiter verbesserten die Maschine unter anderem mit einer größeren Aufnahme, einem längeren Überlader und einem Gegengewicht für diesen. Der Name Maus wurde für die Serienmaschine übernommen. Auch die Art der Aufnahme mit Siebketten wurde beibehalten. Erst in den Jahren zwischen 1992 und 1996 erfolgte schrittweise eine Abkehr von diesem System. Erst wurden die quer fördernden Bänder durch Wendelwalzen ersetzt. Ab 1996 gab es dann die erste vollständige Walzenaufnahme.
Alfons Holmer (ebenfalls aus Eggmühl) und Wilhelm Pfeiffer aus Bad Soden am Taunus meldeten ähnliche Maschinen zum Patent und Gebrauchsmuster an. Holmer baute Prototypen mit Raupenlaufwerk oder mit teleskopierbarer Kabine, die aber nicht in Serie gingen. Erst ab 2007, nach Übernahme der Firma Bottmersdorfer Gerätebau („gebo“), baut auch die Firma Holmer Maschinenbau selbstfahrende Rübenreinigungslader.
Auch die Fahrzeug- und Landmaschinenfabrik Sebastian Unsinn aus Aichach (Anmerkung: nicht zu verwechseln mit Unsinn Fahrzeugtechnik in Holzheim) baute selbstfahrende Rübenlader. Ab 1994 wurde die Produktion von der Salzkottener Maschinenbau („Kleine“) übernommen, die Maschine weiterentwickelt und als Kleine RL 200 vertrieben. Auch nachdem die Grimme-Gruppe die Firma übernommen hat, werden die Maschinen unter dem Markennamen Kleine vertrieben.